# Rand Beers

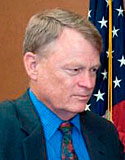
Rand Beers.

Rand Beers (n. Washington D. C., Estados Unidos, 30 de noviembre de 1942) es un político estadounidense.
Licenciado por la Universidad de Dartmouth de la ciudad de Hanover de Nuevo Hampshire y por la Universidad de Míchigan.
En cuanto finalizó sus estudios universitarios, entró en el mundo de la política siendo miembro del Partido Demócrata de los Estados Unidos, con el que al cabo de los años ha ocupado diversos cargos en el Gobierno de Estados Unidos, siendo entre 1998-2002 y desde el 2009 hasta la actualidad fue y es el Subsecretario de Seguridad Nacional para la Protección de Programas Nacionales entre los gobiernos de los presidentes Bill Clinton y Barack Obama.
El día 6 de septiembre de 2013 Beers, fue nombrado por el presidente Obama, como Secretario de Seguridad Nacional de los Estados Unidos (en funciones) sucediendo en el cargo a la política Janet Napolitano, la cual a su vez también ocupa el cargo de Subsecretario de Seguridad Nacional.
En el Departamento de Seguridad Nacional fue sucedido el 23 de diciembre del mismo año por el político Jeh Johnson.